# Hugues Laurent
Hugues Laurent (* 24. Juni 1885 in Alfortville, Frankreich; † 16. September 1990 in Tourrettes-sur-Loup) war ein französischer Filmarchitekt und Kurzfilmregisseur, ein Veteran der heimischen Kinematographie.

## Leben und Wirken
Der aus einer Gemeinde bei Paris stammende Laurent hatte an der École des Beaux-Arts in Paris studiert und stieß 1904 zum Film. Zu Beginn seiner Laufbahn entwarf er die Dekorationen zu einer Fülle von Ein- oder Zweiaktern. Daneben gestaltete Laurent auch die Kulissen für Theateraufführungen und wirkte als Maler. Jahrzehnte später, im Jahre 1941, wurde er zum Chefausstatter von Pathé und Gaumont berufen. In der frühen Tonfilmzeit kam es auch zu zwei Zusammenarbeiten mit Jean Renoir, für dessen Inszenierungen „Boudu – aus den Wassern gerettet“ und Nachtasyl Laurent 1932 respektive 1936 (hier gemeinsam mit dem Kollegen Eugène Lourié) die Kulissen entwarf.
Nach dem Zweiten Weltkrieg lehrte Hugues Laurent auch als Professor an der Filmhochschule IDHEC. Zuletzt war er auch Präsident der Commission Studios-Décors bei der Commission Supérieure technique. Dieses Amt gab Laurent erst 1966 auf. Hugues Laurent hat neben seiner Tätigkeit als Szenenbildner auch als Regisseur von über 300 Kurzfilmen gewirkt. Anfang der 60er Jahre zog er sich vom Film zurück und verbrachte seinen Lebensabend in den französischen Seealpen. Dort starb er im Alter von 105 Jahren.

## Filmografie
als Filmarchitekt
- 1904: Roman d’amour
- 1904: Assassinat du Ministre Plehve
- 1905: Ce que l’on voit de la Bastille
- 1905: La poule aux œufs d’or
- 1905: Le Chemineau
- 1906: Aladin ou le lampe merveilleuse
- 1906: Le fils du diable
- 1906: Les étudiants de Paris
- 1912: Le bonhomme jadis
- 1930: Le tampon du capiston
- 1931: La Chance
- 1931: Le cœur de Paris
- 1932: La bonne aventure
- 1932: Boudu – aus den Wassern gerettet (Boudu sauvé des eaux)
- 1932: La poule
- 1933: Pêcheur d’Islande
- 1933: Le sexe faible
- 1935: Le chant de l’amour
- 1935: Train de plaisir
- 1936: La joueuse d’orgue
- 1936: Nachtasyl (Les Bas-fonds)
- 1937: Aloha, le chant des îles
- 1937: Arsène Lupin détective
- 1938: La vierge folle
- 1939: Les cinq sous de Lavarède
- 1939: Moulin Rouge
- 1945: Ich fand einen Engel (L’ange qu’on m’a donné)
- 1946: Le bateau à soupe
- 1949: Les nouveaux maîtres
- 1950: L’enfant des neiges
- 1950: Topaze
- 1951: Parigi e sempre Parigi
- 1959: Interpol contra X (Interpol contre X)
- 1960: La mort n’est pas à vendre